# Perispuda facialis
Perispuda facialis là một loài tò vò trong họ Ichneumonidae.